# 综合大洋钻探计划
综合大洋钻探计划（Integrated Ocean Drilling Program）是一项致力于推进对地球的科学了解，进行海底环境监测和采样的国际地球科学合作计划。科学家通过多种平台，打穿大洋壳，探索深部生物圈，环境变化，地球动力学，地震机理，天然气水合物，极端气候变化的过程等。
该计划由美国和日本牵头，欧洲作为联合体加入，中国和韩国分别于2004年和2006年加入。在該計畫結束之後，新的10年計畫國際海洋探勘計畫，也在2013年底展開。

## 探勘領域
綜合大洋鑽探計畫招集了不同領域以及不同國家的科學家們，共同進行深海海床底下的地球科學調查。
綜合大洋鑽探計畫提供了科學家們有更多的機會去探討以下議題，
1. 重建地質紀錄與深海沉積物採樣
2. 調查及紀錄海洋以及氣候隨著時間的變化
3. 探索地球深部的生命現象
4. 近海海底觀測
5. 了解地球板塊的移動以及其進入地函深處的循環

## 聚焦地球
綜合大洋鑽探計畫由2003年開始，為一個10年的地球科學研究計畫。該計畫下的科學家橫跨各會員國內的大學或是研究機構，是一個國際性的研究計畫。前沿的兩個科學計畫，深海鑽探計畫(Deep Sea Drilling Project, DSDP)以及大洋鑽探計畫(Ocean Drilling Program, ODP)都為綜合大洋鑽探計畫奠定了深厚的基礎。包括了地球動力學中的板塊運動、大洋循環、氣候變遷、大陸地殼張裂以及海洋板塊的形成。在綜合大洋鑽探計畫之下，提供了科學家們材料去研究短期或長期的地球變化，也資助了各研究計畫所需要用到的鑽井資源。
綜合大洋鑽探計畫聚焦在影響地球變化的關鍵因素，其中大氣變化、地殼深部的流體流動、地球深處的生命現象以及大氣的形成與循環。

## 前沿計畫
深海鑽探計畫( Deep Sea Drilling Project, DSDP)，計畫開始於1966年六月。DSDP的鑽井研究船”格罗玛·挑战者号”，在世界各地包含了三大洋、地中海與紅海進行科學性的岩心鑽探。在該計畫在中洋脊所鑽探到的沉積物岩心中，讓科學家驗證了一項非常重要的理論”板塊張裂”。在1970年六月，挑戰者號的工程師發明了一種可以更換磨損鑽頭的方法。這讓海洋鑽探的得以更進一步的往下鑽探到更深的深度，但這項技術需要仰賴聲納掃描以及大型的鑽錐。而從1985年開始大洋鑽探計畫(Ocean Drilling Project, ODP)的拉開了序幕，鑽井研究船乔迪斯·决心号的加入更將鑽探研究帶入一個新的世代。海洋鑽探計畫的科學貢獻非常偉大，它使我們更加了解地球的歷史、氣候的變遷、自然資源。

## 資助機構

### 領導機構
綜合大洋鑽探計畫的成立是因為在2003年4月，由美國的国家科学基金会(NSF) 以及日本的文部科學省 (MEXT)共同簽署合作備忘錄，以及一系列的國際會議討論了如何整合各國的研究計畫。

### 會員國
在2003年12月歐洲建立了專門負責綜合大洋研究計畫的科學機構，該機構命名為歐洲海洋鑽探研究聯盟(European Consortium for Ocean Research Drilling, ECORD)。其參與的國家包含了奧地利、比利時、丹麥、芬蘭、法國、德國、冰島、愛爾蘭、義大利、荷蘭、挪威、波蘭、葡萄牙、西班牙、瑞典、瑞士以及英國的17個歐洲國家，加拿大也在之後加入成為其贊助國。日本、美國及其於合作夥伴共同資助維持了特定任務平台(mission-specific platforms)的運作，這個平台用於完成會員國所提交的研究計畫。

### 合作會員
中國科技部(China’s Ministry of Science and Technology, MOST)
韓國地球科學與礦產資源研究機構(Institute of Geoscience and Mineral Resources, KIGAM)
印度地球科學部(Ministry of Earth Sciences, MoES)

## 科學計畫的執行
1. 美國United States Implementing Organization(USIO)負責果敢號（ 乔迪斯·决心号）的航次規劃
2. 歐洲 ECORD Science Operator（EOS）負責任務專用平台的運作
3. 日本 Center for Deep Earth Exploration (CDEX) 負責地球號( 地球號)的航次規劃

每次的鑽井航次皆由兩位主任科學家一起領導，並由一隊科學家們一起完成航次的任務。各執行機構提供整合性的服務，包含了技術服務、計畫執行、財務管理、岩心儲存、資料整合以及發表。而每個執行機構所負責的營運費用，則是由該行次的領導機構所資助的。

## IODP鑽井船与研究平台

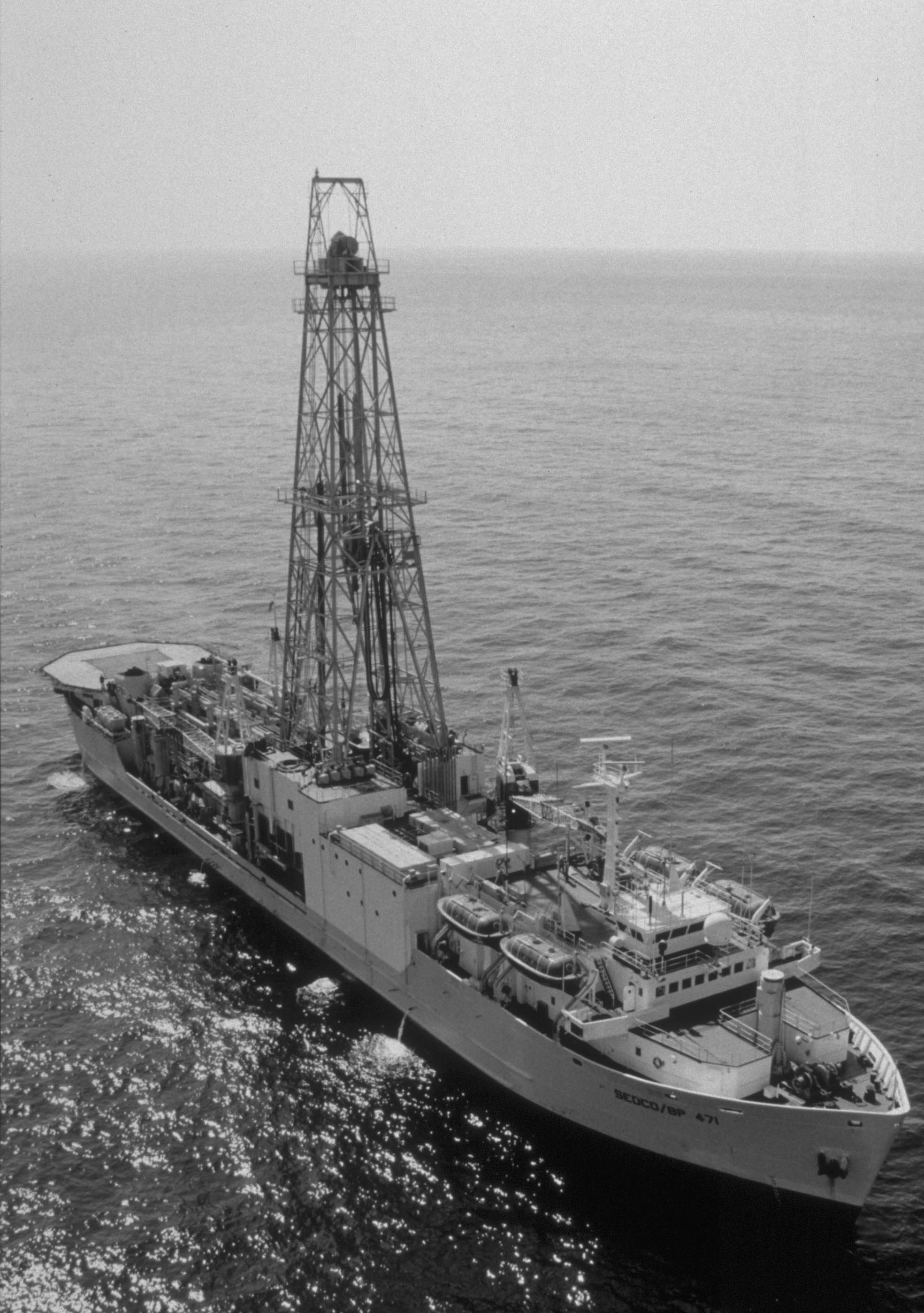
乔迪斯·决心号

IODP雇用了两个专用钻井船，每艘船由牵头机构主办，由各自的执行机构管理：

### 乔迪斯·决心号 (JOIDES Resolution)
乔迪斯·决心号（JOIDES Resolution）全名為 Joint Oceanographic Institutions for Deep Earth Sampling。該船于1978年於加拿大 哈利法克斯市建造，歷時六年建造完成。乔迪斯·决心号船上配備有導航定位系統、深海鑽探機具以及海上實驗室。導航定位系統可以使得果敢號在執行任務時，維持在水平面上的原位置，以免造成採樣的誤差。乔迪斯·决心号上最明顯的配備就是中央高約62公尺的鑽井塔，可以連結長約9150公尺的鑽管，在水下8000米的深度鑽入1000公尺的地殼深度。船上配有12間實驗室提供科學家進行化學、物理性質、岩心基本描述分析、微生物學、古地磁學、地球物理等分析工作。乔迪斯·决心号為海洋鑽探計劃的專屬研究船，自1985年來服役自今。利用乔迪斯·决心号所鑽取到的海洋岩心，歷時自今已採集超過150公里長的岩心長度，提供了一百萬個分析標本給兩千名以上參與鑽探研究航次的各國科學家進行研究。

### 地球號(Chikyu)

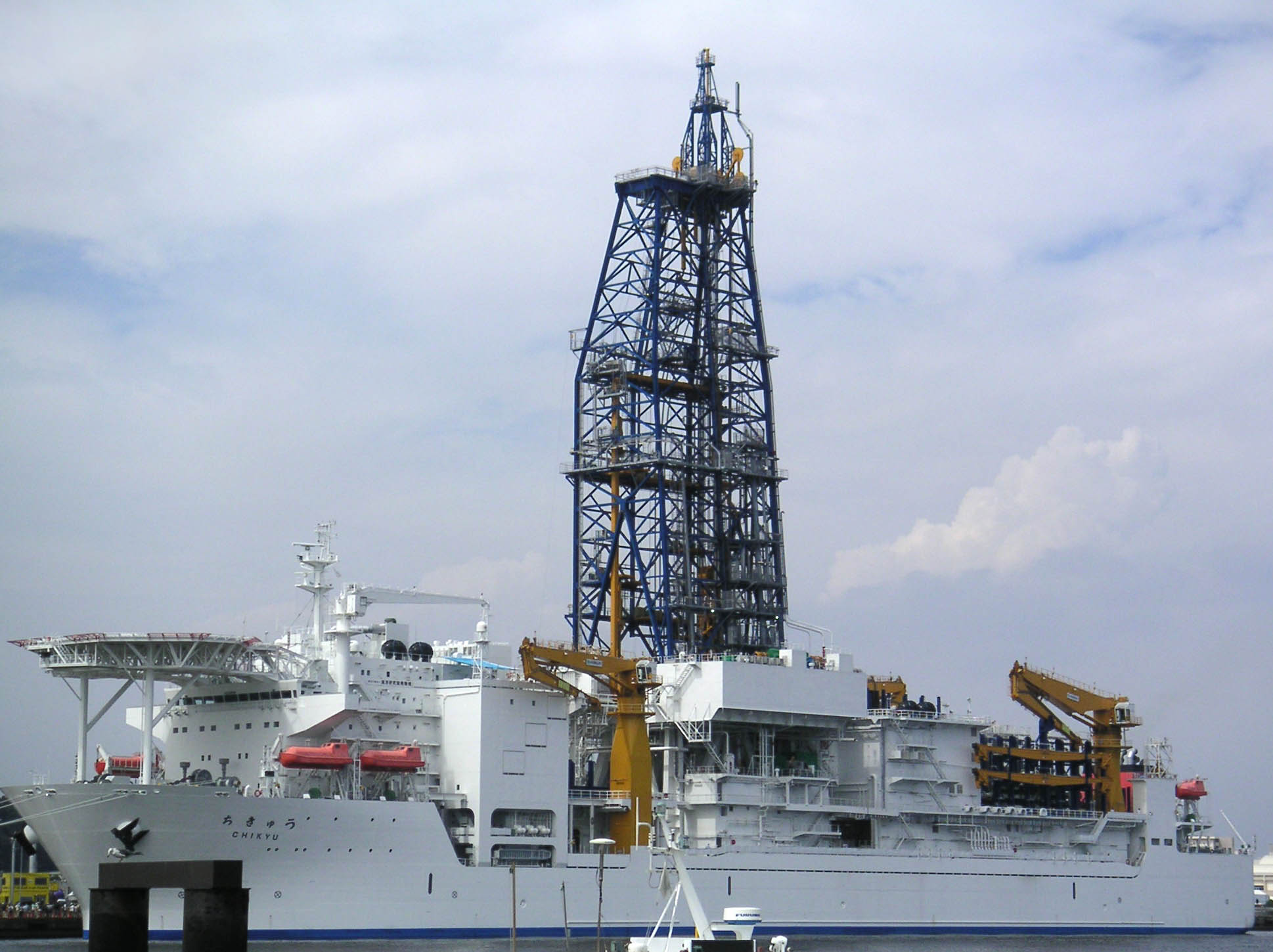
地球號

科學探測船地球號於西元2001年4月由日本開始建造，歷時4年於2005年7月完成。並在2007年9月正式進行IODP地314航次的鑽探計劃。該船利用石油開採技術，鑽探管由衛星定位，將所探取到的樣本傳送到船上的實驗室。過去海洋岩心鑽探紀錄為2111公尺，目前地球號配備最精密的儀器，而鑽管長度可以達到10公里，有能力鑽透地殼7公里的深度。此外，該鑽井船鑽探系統採用了重達380噸、約六層樓的防暴裝置來保護鑽井口。此裝置不僅可以用來預防船隻受到甲烷氣體與高壓液體所噴發的傷害，也使得探採的岩心可以安全的回收。而船上的實驗室也配備了齊全的設備，像是多重感應援岩芯記錄器、Ｘ光岩心層析成像掃瞄器、反射色分光測色器等精密儀器，提供科學家對岩芯進行初步的研究。

### 特定任务平台
根据具体的科学要求和环境，歐洲海洋鑽探研究聯盟（ECORD）委员会按照远征任务委托探测考察船舶。ECORD承诺使用了三艘破冰船进行北极考察（2004年），钻井船用于考察浅层大溪地（2005年），和澳大利亚水域（2010年），科学家们对珊瑚礁化石进行了抽样调查，从而调查了在最后一个冰河时代之后全球海平面上升，以及用于采样的新泽西浅层货架的浮船（2009年）。特定任务探测需要极大的灵活性。